# HAL (小惑星)
HAL (9000 Hal) は、小惑星帯の小惑星。1981年5月3日にローウェル天文台のアンダーソン・メサ観測所において、エドワード・ボーエルによって発見された。
アーサー・C・クラークとスタンリー・キューブリックの『2001年宇宙の旅』に登場するコンピューター・HAL 9000にちなんで命名された。